# Enikő Mironcic
Enikő Mironcic (nacida Enikő Barabás, Reghin, 21 de julio de 1986) es una deportista rumana que compitió en remo.
Participó en dos Juegos Olímpicos de Verano, obteniendo una medalla de bronce en Pekín 2008, en la prueba de ocho con timonel, y cuarto lugar en Londres 2012, en la misma prueba.
Ganó tres medallas en el Campeonato Mundial de Remo entre los años 2005 y 2010, y cinco medallas en el Campeonato Europeo de Remo entre los años 2007 y 2011.

## Palmarés internacional
| Juegos Olímpicos   | Juegos Olímpicos            | Juegos Olímpicos  | Juegos Olímpicos |
| Año                | Lugar                       | Medalla           | Prueba           |
| ------------------ | --------------------------- | ----------------- | ---------------- |
| 2008               | Pekín (China)               | Medalla de bronce | Ocho con timonel |
| Campeonato Mundial |                             |                   |                  |
| Año                | Lugar                       | Medalla           | Prueba           |
| 2005               | Kaizu (Japón)               | Medalla de plata  | Ocho con timonel |
| 2009               | Poznań (Polonia)            | Medalla de plata  | Ocho con timonel |
| 2010               | Cambridge (Nueva Zelanda)   | Medalla de bronce | Ocho con timonel |
| Campeonato Europeo |                             |                   |                  |
| Año                | Lugar                       | Medalla           | Prueba           |
| 2007               | Poznań (Polonia)            | Medalla de plata  | Cuatro scull     |
| 2008               | Maratón (Grecia)            | Medalla de oro    | Ocho con timonel |
| 2009               | Brest (Bielorrusia)         | Medalla de oro    | Ocho con timonel |
| 2010               | Montemor-o-Velho (Portugal) | Medalla de oro    | Ocho con timonel |
| 2011               | Plovdiv (Bulgaria)          | Medalla de oro    | Ocho con timonel |